# Plaça del Rom Cremat
La plaça del Rom Cremat és una plaça del barri del Congrés i els Indians de Barcelona, creada el 2007 en enderrocar-se unes cases del passatge Ramon. Està limitada pel carrer de Pinar del Río (ciutat de Cuba) i el carrer de Jordi de Sant Jordi, que anteriorment s'anomenava carrer de la Habana (capital de Cuba). Disposa d'una zona d'esbarjo infantil.
Pren el nom de l'antiga tradició marinera de flamejar el rom barrejat amb cafè, canyella, sucre i pell de llimona, mentre es canten havaneres. Durant la Festa Major dels Indians s'hi canten havaneres i es beu rom cremat.